# Sybra multicoloripennis
Sybra multicoloripennis är en skalbaggsart som beskrevs av Stefan von Breuning 1971. Sybra multicoloripennis ingår i släktet Sybra och familjen långhorningar. Inga underarter finns listade i Catalogue of Life.